# Dagome iudex

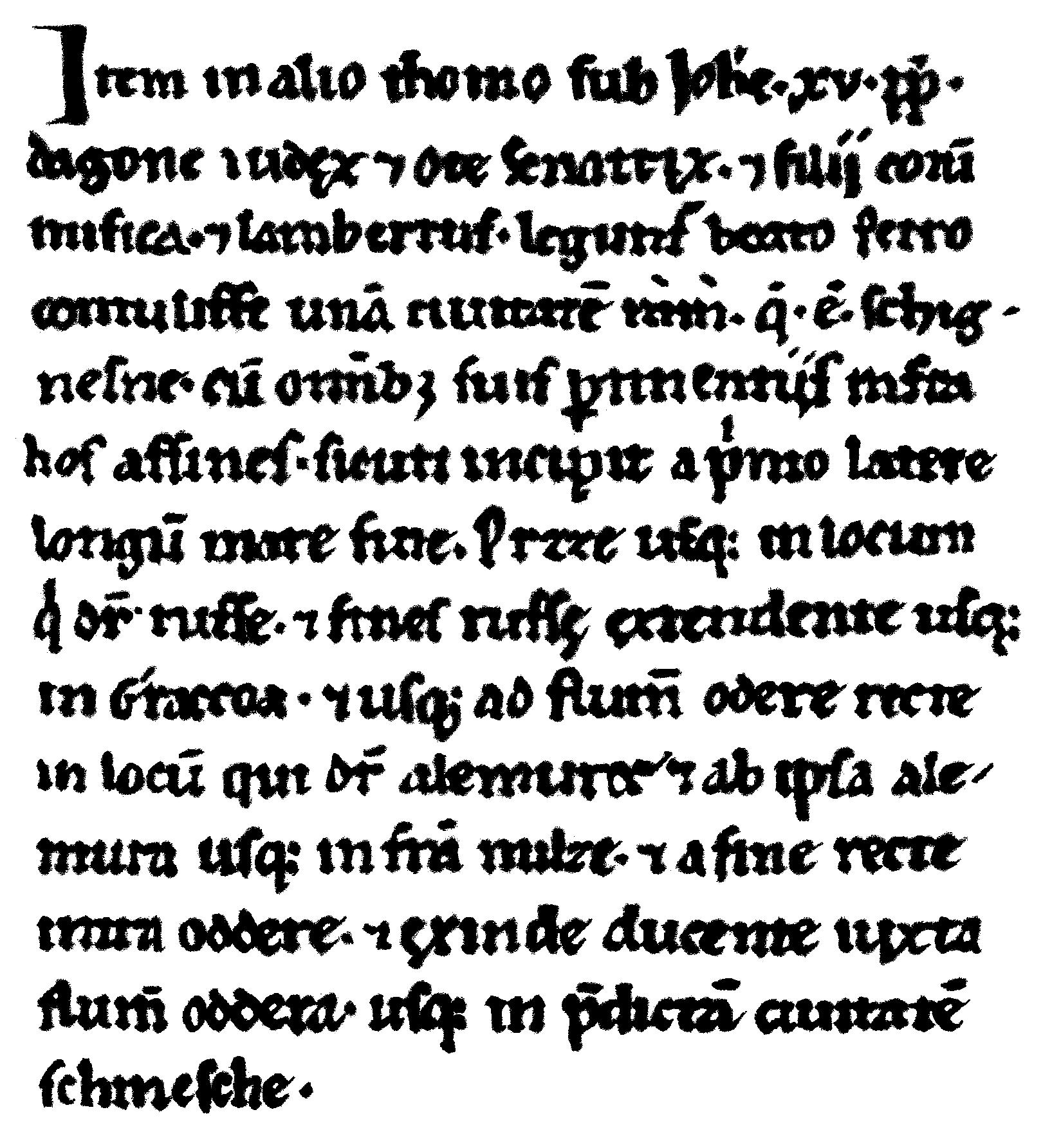
Zapis dokumentu

Dagome iudexⓘ – incipit pochodzącego z końca X wieku regestu kopii dokumentu donacyjnego władcy identyfikowanego z księciem Polski Mieszkiem I, darowującego państwo, nazwane w dokumencie „Civitas Schinesghe”, w opiekę Stolicy Apostolskiej. Dokument, na którym oparł się kopista, sporządzony został prawdopodobnie w kancelarii wystawcy w Gnieźnie około 991 roku, choć jest również możliwe, że powstał w Quedlinburgu lub w Rzymie.

## TekstDagome iudex

### Tekst łaciński

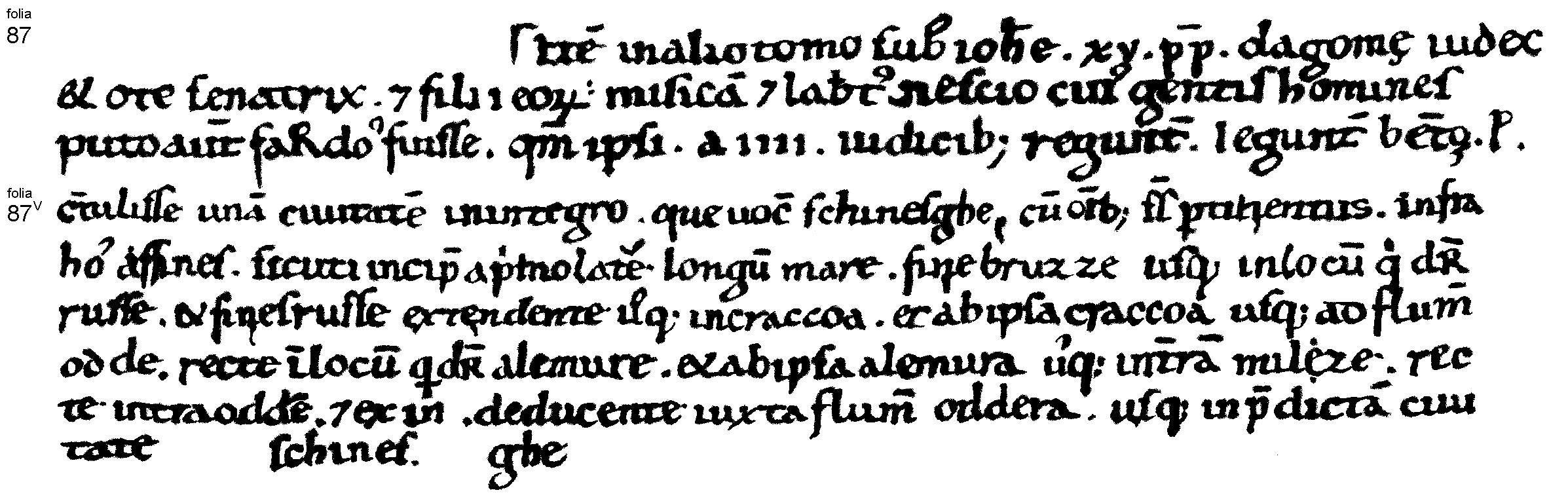
Kopia z Biblioteki Watykańskiej

Item in alio tomo sub Iohanne XV papa Dagome iudex et Ote senatrix et filii eorum: Misicam et Lambertus – nescio cuius gentis homines, puto autem Sardos fuisse, quoniam ipsi a IIII iudicibus reguntur – leguntur beato Petro contulisse unam civitatem in integro, que vocatur Schinesghe, cum omnibus suis pertinentiis infra hos affines, sicuti incipit a primo latere longum mare, fine Bruzze usque in locum, qui dicitur Russe et fines Russe extendente usque in Craccoa et ab ipsa Craccoa usque ad flumen Oddere recte in locum, qui dicitur Alemure, et ab ipsa Alemura usque in terram Milze recte intra Oddere et exinde ducente iuxta flumen Oddera usque in predictam civitatem Schinesghe.

### Tłumaczenie polskie
Podobnie w innym tomie z czasów papieża Jana XV Dagome, pan, i Ote, pani i synowie ich Mieszko i Lambert (nie wiem, jakiego to plemienia ludzie, sądzę jednak, że to byli Sardyńczycy, ponieważ ci są rządzeni przez czterech „panów”) mieli nadać świętemu Piotrowi w całości jedno państwo, które zwie się Schinesghe z wszystkimi swymi przynależnościami w tych granicach, jak się zaczyna od pierwszego boku wzdłuż morza [dalej] granicą Prus aż do miejsca, które nazywa się Ruś, a granicą Rusi [dalej] ciągnąc aż do Krakowa i od tego Krakowa aż do rzeki Odry, prosto do miejsca, które nazywa się Alemure, a od tej Alemury aż do ziemi Milczan i od granicy Milczan prosto do Odry i stąd idąc wzdłuż rzeki Odry aż do rzeczonego państwa Schinesghe.

## Osoby wymienione w dokumencie
- papież Jan XV (Iohanne XV papa);
- „sędzia” Dagome (Dagome/Dagone iudex) – powszechnie utożsamiany z księciem polskim Mieszkiem I[a];
- „senatorowa” Oda (Ote senatrix) – utożsamiana z żoną Mieszka, Odą, córką Dytryka (Teodoryka), margrabiego Marchii Północnej;
- Mieszko, syn Dagome i Ody (Misica) – utożsamiany z Mieszkiem, synem Mieszka I i Ody Dytrykówny, wymienionym przez Thietmara[2].;
- Lambert, syn Dagome i Ody (Lambertus) – utożsamiany z Lambertem, nie wymienionym przez Thietmara z imienia synem Mieszka I i Ody Dytrykówny;

## Miejsca graniczne wymienione w dokumencie

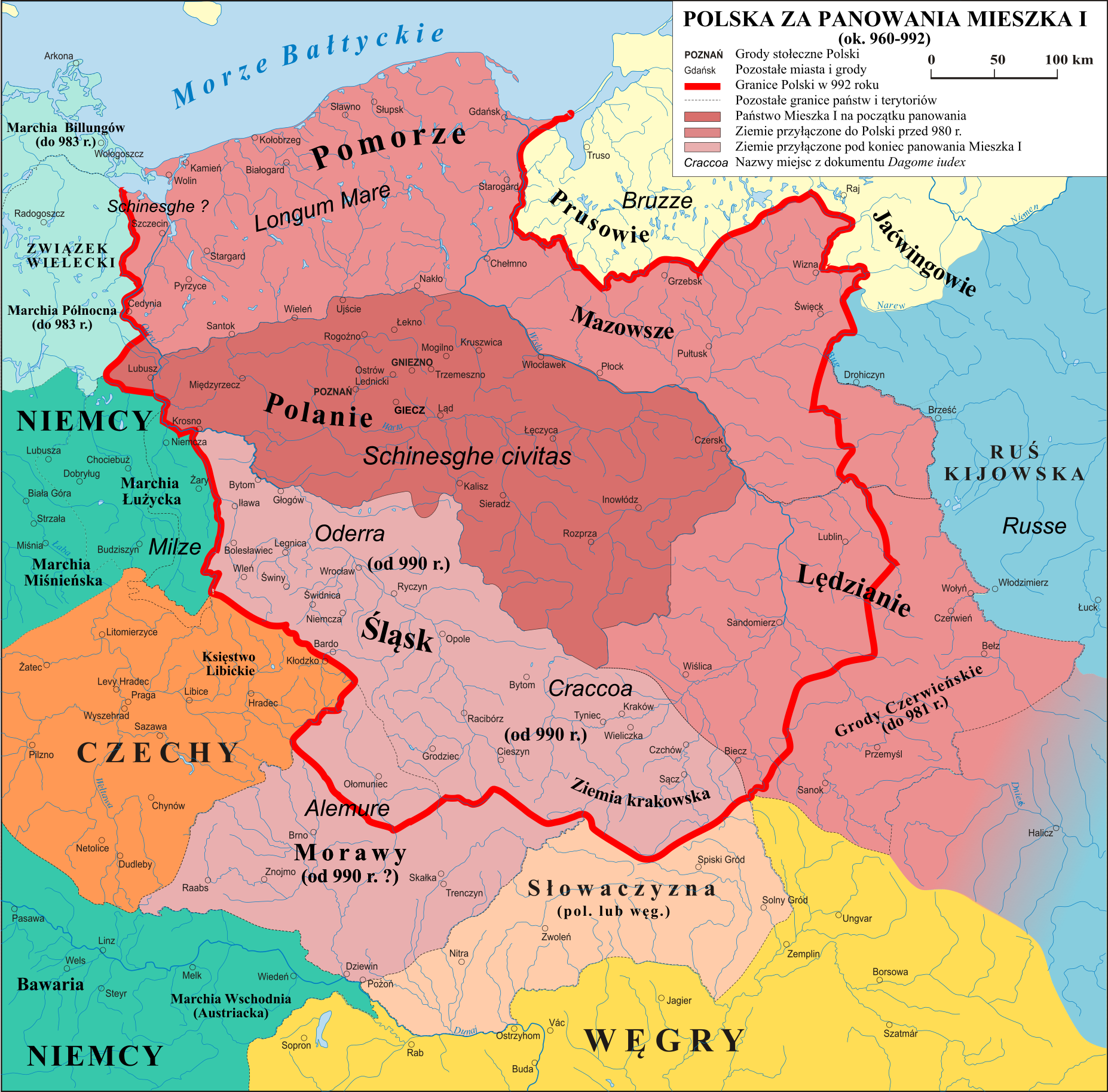
Przypuszczalny zasięg państwa Mieszka I z oznaczonymi nazwami miejscowymi z dokumentu Dagome iudex.

Wymienione w dokumencie Dagome iudex punkty odniesienia, przy pomocy których można nakreślić granice państwa Mieszka I:
- Schinesghe / Schniesghee / Schignesne / Schniesche / Schinesne / Schinesche / Schinesgne – prawdopodobnie Gniezno (jak uważa większość historyków) lub Szczecin (według min. archeologa Przemysława Urbańczyka i językoznawcy Stanisława Rosponda);
- Morze Bałtyckie prawdopodobnie na części gdańskiej lub całe Pomorze (longum mare)[b]
- Prusy (Bruzze / Pruzze / Przze);
- Ruś (Russe / Russae);
- Kraków (Craccoa / Raccoa / Graccoa / Cracoa);
- rzeka Odra (flumen Oddera / Oddere);
- Alemure – prawdopodobnie Ołomuniec nad Morawach lub całe Morawy; według odosobnionych poglądów min. Oława lub inne miejsce;
- Milsko (Milze / Mulze) – ziemia zamieszkana przez łużyckie plemię Milczan, wschodnia część Górnych Łużyc z Budziszynem, ale bez Miśni.

## Znaczenie i interpretacja dokumentu
W tym dokumencie, spisanym po łacinie, Mieszko oddaje swoje państwo pod papieską opiekę. Motywy podjęcia tej decyzji nie są dokładnie znane z uwagi na skąpe źródła. Spośród wielu tez najbardziej zasługującą na uwagę jest teoria czyniąca z Dagome iudex element walki o niezależność diecezji poznańskiej od arcybiskupstwa w Magdeburgu. Ślady walki o ten obszar kościelny widać choćby w kronice biskupa merseburskiego Thietmara. Pod datą 968 kronikarz ten zapisuje zależność poznańskiego Jordana od Magdeburga. Zapisek ten obfituje jednak w błędy merytoryczne i uznaje się go powszechnie za stronniczy. Identycznie władzę Magdeburga nad Poznaniem chcieli utrzymywać tamtejsi hierarchowie kościelni, poprzez fałszowane dokumenty cesarskie. Inna, równie popularna teza, utrzymuje, że Dagome iudex stara się zabezpieczyć prawa do tronu dla synów Mieszka I, którzy zostali zrodzeni z Ody. Zagadkowe jest tu jednak odwołanie się do papieża – w tamtych czasach wpływy biskupów Rzymu na politykę Europy były znikome.
Istnieje także teoria, że osobą oddającą państwo polskie pod opiekę papieża była Oda, reprezentowana przy tej czynności przez iudex (w rozumieniu: sędzia-adwokat, reprezentant) Dagome. Reprezentującym tym miał być Tagino – mnich klasztoru w Ratyzbonie, przyszły arcybiskup Magdeburga, którego imię zapisywano także jako: Daginone, Dagano lub Dagino. Według tej teorii poddanie przez Odę państwa polskiego pod opiekę papieża było elementem jej walki o sukcesję po śmierci Mieszka I, w której to walce występowała ona imionami swoich dwóch synów – Mieszka oraz Lamberta przeciwko Bolesławowi Chrobremu.
Enigmatyczność podjętej w dokumencie decyzji jest nierozwiązywalna, ponieważ oryginalny dokument nie zachował się do naszych czasów. Najstarszy znany regest pochodzi z roku 1099. Jest bardzo dokładną kopią tekstu zapisanego przez kardynała Deusdedita w znanym dziele Collectio Canonum. Księga ta w oryginale powstała około 1087. Kardynał Deusdedit nie zdawał sobie sprawy, że tekst odnosi się do Polski i podejrzewał, że jego sygnatariuszem są władcy Sardynii (puto autem Sardos fuisse), do czego skłoniło go wymienienie aż 4 wystawców. Nosili oni także podobne jak tam tytuły: iudex i senatrix. Jak w większości przypadków dla Deusdedita liczyła się sama czynność, a nie osoby i obszary biorące w niej udział; Dagome iudex było dla niego jedynie dowodem na możliwość przyjmowania przez papiestwo takich donacji.
Z dokumentem tym wiążą się również inne problemy badawcze. Nie jest jasne, dlaczego Mieszko I występuje tam jako sędzia Dagome („Dagome iudex”). Dochodzą do tego także rozbieżności, które tworzą różnice pomiędzy kopiami regestu: jedne lekcje podają imię Dagome, inne Dagone. Teoria o Dagome wiąże się wyłącznie z oddaniem pierwszeństwa lekcji starszej (Dagone występuje w kopiach późniejszych). Stąd też na przełomie XIX i XX wieku było popularne, a obecnie całkowicie odrzucone, nieco fantastyczne przypuszczenie, że „Dagome iudex” to przekręcony przez kopistę/skrybę piszącego pod dyktando Ego Mesco dux – „Ja, książę Mieszko”, co odpowiadałoby formułom typowym dla tego typu dokumentów (przeczy temu choćby treść samego dokumentu, który we wszystkich odpisach notuje imię syna Mieszka o tym samym imieniu zawsze jako Misica, nigdy jako Mesco). Funkcjonuje również hipoteza, iż Dagome to ligatura imienia Dagobert (które władca miałby przyjąć na chrzcie) i Mieszko (Dagome jako połączenie Dagobert oraz Mesco); przykładem mogą tu być pierwsi władcy Węgier, którzy występowali w dokumentach po chrzcie już pod nowymi imionami. Jednak nie jest pewne, dlaczego imię miałoby być właśnie takie, wśród Piastów niepopularne. Istnieją hipotezy używające imienia występującego w regeście za dowód skandynawskiego pochodzenia Mieszka I. Według teorii Jerzego Dowiata z 1961, Dagome to zapisane w łacinie słowiańskie imię Dygoma (lub Dzigoma) występujące m.in. w Bulli gnieźnieńskiej – mogło to być pierwotne imię władcy, natomiast imieniem chrześcijańskim było łacińskie Michał, zdrobnione w X w. na Miszka (Miszko, Miszek), a wskrzeszone w XII w. w postaci Mieszko (Mieszek). Słabym punktem tej hipotezy jest użycie pogańskiego imienia księcia w liście skierowanym do papieża.
Dagome iudex jest, mimo to, bardzo ważnym źródłem geograficznym wczesnych dziejów Polski, choć oczywiście w związku z intencjami Deusdedita nazwy miejscowości tam występujące mogły zostać zniekształcone, stwarzając badaczom duże problemy (np. Schinesghe i Alemure). Istnieją także różnice pomiędzy poszczególnymi kopiami regestu (wymienione niżej). Uważa się, że wszystkie wymienione punkty w regeście oznaczają raczej nazwy terytoriów, a nie szczegółowych miejsc. Tym samym uważa się Craccoa za ziemię krakowską, a nie miasto. Podobnie odnosi się do nazwy Alemure, którą to badacze skłonni są raczej zakwalifikować jako Morawy, a nie Ołomuniec czy inne miasta.